# نسنطرة
نُسَنْطَرة أو نوسنطرة هي العاصمة المقترحة لإندونيسيا في عام 2022 بدلًا من جاكرتا، وستكون المقر الجديد للحكومة الإندونيسية.